# Mortadelo
Mortadelo es un personaje creado por Francisco Ibáñez en 1958 para su serie Mortadelo y Filemón, en la que ejerce de coprotagonista junto a su jefe Filemón. Como influencia de la posguerra, ambos nombres evocan alimentos; Mortadelo sería un eco de mortadela. Con los años, Mortadelo ha logrado mayor popularidad que su jefe, hasta el punto de dar título a las revistas Mortadelo (semanal), Especial Mortadelo (quincenal) y Super Mortadelo (mensual), así como a los billetes Mortadelo, que podían canjearse en diferentes promociones de la editorial. En esto ha tenido mucho que ver su condición de rey del disfraz. Esto permite a Mortadelo transformarse (sin que se le vea ponerse el disfraz), para asombro de todos, en cualquier animal, planta u objeto, desde un elefante hasta una campana, pasando por un cactus o por una baldosa y en la mayoría de casos adquiere las propiedades de este: si se transforma en fantasma atraviesa paredes,...

## Descripción
Físicamente, Mortadelo es alto, calvo, delgado y con una enorme nariz. En sus orígenes, la serie se inscribía en una parodia de las aventuras de Sherlock Holmes, de tal forma que Mortadelo llevaba también bombín y un paraguas negro colgado del brazo. El bombín servía además a Mortadelo para guardar los disfraces, un recurso que con el tiempo se revelaría innecesario. Otra característica del Mortadelo primigenio (y que solo duró unas pocas historietas) eran unos ojos perpetuamente entrecerrados que le conferían un aspecto despistado. Una posible inspiración del aspecto físico de Mortadelo es la del personaje de historieta argentino Fúlmine.
Este primitivo aspecto fue depurándose con el tiempo, adquiriendo pronto (finales de 1960) un aspecto similar al actual: Mortadelo mantendría sus gafas y su levita negra que le tapa parcialmente la boca, pero desaparecerían el sombrero y el paraguas, así como los botones de la ropa. El cuello de la levita casi siempre está presente, se disfrace de lo que se disfrace, incluso cuando va a pecho descubierto.

## Biografía ficticia
Las historietas de Mortadelo y Filemón no tienen, en general, continuidad por lo que los detalles biográficos de Mortadelo pueden variar de una historieta a otra dependiendo de las necesidades del argumento o de los chistes.
Según la historieta Su vida privada, es originario del pueblo de Borricón de Arriba, supuestamente en la provincia de Valladolid, ya que en la historieta corta Día fatal Mortadelo dice ser vallisoletano, pero según La historia de Mortadelo y Filemón la  familia se ve obligada a mudarse a Barcelona debido a la afición por los disfraces de Mortadelo con los que causa diferentes problemas.
En su juventud tenía una portentosa melena negra (por la cual le llamaban Mortadelo «el Melenudo») hasta que un día probó un invento del profesor Bacterio contra la caída del cabello, el cual le dejó calvo al instante. Desde aquel entonces, Mortadelo siente un gran rencor por el profesor Bacterio.
Desde el álbum Su vida privada, queda establecido de forma consistente que Mortadelo y Filemón comparten los gastos de una pensión de mala muerte llamada "El Calvario", cuyas ruinosas instalaciones la hacen recordar a la pensión del 13, Rue del Percebe, otra serie de historieta humorística de Ibañez.
Durante la época franquista se afirmó que tanto Mortadelo como Filemón eran homosexuales afirmándose que «dos personajes masculinos, solteros, que compartían piso, que dormían en la misma habitación, uno de los cuales se disfrazaba a menudo de mujer, era para sus detractores sinónimo de homosexualidad».
Mortadelo tiene más relaciones con mujeres que Filemón. Se le conocen un par de novias e incluso una acosadora (Irma, secretaria de Ediciones B, que aparece en el cómic El pinchazo telefónico).

## Creación y concepción
A Ibáñez le propusieron la creación de una serie sobre unos detectives privados y decidió que el personaje de Mortadelo se pudiera disfrazar. Aunque esto ya lo había ideado Emilio Boix en Aventuras de Shelo Comes publicada en 1954.
Los bocetos preliminares se los envió a Rafael González Martínez, ya que poco antes había firmado un acuerdo por el cual los derechos de sus personajes pasaban a manos de la Editorial Bruguera. Tras aceptar la realización de la serie, la editorial registró los personajes a nombre de los dueños de la empresa, describiendo a Mortadelo como un "hombre de mediana edad, completamente calvo y dotado de una enorme nariz sobre la que cabalgan unas lentes, destacando en su indumentaria el cuello de la camisa, que alcanza proporciones notablemente exageradas, cubriendo la parte inferior de la cara."
En 1993 Vázquez comentó que la idea de hacer dos personajes detectives de los cuales uno se pudiera disfrazar era suya, si bien la creación es de Ibáñez.

## Acciones recurrentes

### En general
- Mortadelo es tratado de forma despótica por sus superiores, se trate de Filemón o el "El Súper".
- Mortadelo al ser muy inmaduro e infantil, juega con juguetes y ve dibujos animados.
- Mortadelo siempre suele meter la pata y por su culpa sus superiores se llevan todos los golpes.
- Mortadelo escapa normalmente disfrazado de animal (insecto, reptil, ave, gato, etc.) cuando sus superiores montan en cólera, de hecho lo mismo pasa cuando es él quien persigue a alguien.
- Cuando no hay persecución, Mortadelo (y Filemón) se esconden en los lugares más inhóspitos y remotos del planeta (el desierto de Gobi, el del Sahara, los altos del Golán, las islas Columbretes, la isla de Pascua, la Antártida, etc.) mientras a su lado, un diario da cuenta del desaguisado de turno, al tiempo que advierte que "el Súper" está buscando a la pareja por un lugar completamente distinto. Variantes de este final puede verse con Mortadelo leyendo el periódico o escuchando un parte radiofónico.

### ConFilemón
- Mortadelo sale de quicio cuando Filemón aparenta ser más inteligente, serio y responsable que él. Aunque casi todos los casos son resueltos por el propio Mortadelo, que demuestra tener más resolución o ingenio.

### Conel "Súper"
- Mortadelo y Filemón se mofan de El Súper y lo ignoran cuando les explica los detalles de una misión.

### Con elprofesor Bacterio
- Mortadelo siempre está a la gresca con Bacterio, pues aún le guarda rencor por su «loción infalible contra la calvicie».
- Mortadelo y Filemón siempre huyen cuando El Súper les quiere hacer probar un invento del profesor Bacterio.
- Mortadelo y Filemón sufren los desastrosos efectos de los inventos del profesor.
- Ocasionalmente, Filemón y Mortadelo golpean o torturan cómicamente al profesor en venganza a las lesiones causadas por sus inventos.

### Con lasecretaria Ofelia
- Mortadelo suele humillar a Ofelia, que siempre está tirándole los tejos.

## Representaciones
En los trabajos que llevó a cabo los Estudios Vara, su voz fue puesta por Víctor Ramírez. Mientras que Enric Cusí haría lo propio en la serie de televisión de Claudio Biern Boyd. Por su parte en los videojuegos Miguel Ángel Manrique puso la voz al personaje en Balones y patadones, Dos vaqueros chapuceros, Operación Moscú. Mamelucos a la romana, Terror, espanto y pavor y El escarabajo de Cleopatra; mientras que Luis Posada fue quien le puso la voz en Una aventura de cine.
Por su parte en los trabajos realizados en imagen real, en la primera película fue interpretado por Benito Pocino quien fue elegido gracias a un maquillador que le mostró una foto del actor a Javier Fesser. La crítica valoró muy positivamente su interpretación y su gran parecido con el personaje contribuyó a que la película fuera un éxito en taquilla. Sin embargo, el actor no participó en la secuela, por desacuerdos con respecto a su salario; por lo que la productora contrató en su lugar a Eduard Soto, cuya interpretación, aunque bien recibida por la crítica, fue valorada de peor modo. En la obra de teatro fue interpretado por Jacobo Dicenta.